# Łańcut
Łańcut ([uaňcut], německy Landshut, v jidiš לאַנצוט Lantzut‎) je město v jihovýchodním Polsku v Podkarpatském vojvodství v okrese Łańcut. Leží v historickém území Přemyšlské země, v období od 15. do 18. století bylo město součástí tehdejšího okresu Převorsk. V roce 2024 zde žilo 17 703 obyvatel.

## Název
Město je v listinách a mapách uváděno jako Landshut, Lanczuth (1375), Landssuth (1381), Lanchth (1384), Lanczuth (1494), a v roce 1650 Landshut. Název pochází z německého Landshut („zemská stráž“), stejně jako je tomu u moravského Lanžhotu.

## Historie
Archeologické průzkumy v okolí města Łańcut potvrzují existenci lidského osídlení z doby kolem 4000 let před Kristem.
Prvním majitelem panství Łańcut byl Otton (z Pilczy) Pilecki, kterému jej za jeho služby věnoval polský král Kazimír III. Veliký v roce 1349. V této době také Łańcutu udělil městská práva podle práva magdeburského. První písemná zmínka o obci pochází z buly papeže Řehoře XI. z 28. ledna 1378. V roce 1381 je Łańcut poprvé oficiálně nazýván městem a to v zakládací listině Ottona Pileckého. V letech 1502, 1523 a 1626 bylo město terčem nájezdů Tatarů. V majetku rodu Pileckých zůstalo až do roku 1586.
Město poté postupně vlastnily šlechtické rody Stadnicki, Lubomirski a Potocki. Łańcut v roce 1629 koupil Stanisław Lubomirski (1583–1649), který povolal architekta Mattea (polsky Maciej) Trapolu a štukatéra Giovanni Battistu Falconiho, aby pro něj vybudovali opevněnou rezidenci. Zámek Łańcut byl dokončen v roce 1641 a od té doby byl několikrát přestavěn. Jerzy Sebastian Lubomirski, obávající se nájezdu Švédů poté opevnění zesílil. K tomu najal holandského architekta Tylmana van Gamerena, který je považován za nejvýznamnějšího zahraničního architekta, který kdy v Polsku působil.
Zámek, velká aristokratická rezidence, stojí v centru města. Až do roku 1944 jej vlastnil rod Potockých, nechvalně proslulým se stal koncem 16. století za časů Stanisława Stadnického, který byl pro svou násilnou povahu znám jako „ďábel z Łańcutu“ (polsky diabeł łańcucki). Po roce 1775 zámek vlastnila „Blankytně modrá markýza“ Izabela Lubomirska, mecenáška a sběratelka umění, která jej rozšířila a přetvořila i interiér. Zámek je v současnosti muzeem, známým svou velkou sbírkou historických kočárů. Od roku 1961 se zde každoročně koná známý festival vážné hudby.
V roce 1772, po prvním dělení Polska, připadl Łańcut Habsburské monarchii a součástí rakouské Haliče zůstal do roku 1918, kdy se stal částí nezávislého Polska. V roce 1820 zničil velkou část města rozsáhlý požár.
Koncem 18. století založila vévodkyně Izabela Lubomirska lihovar. Hrabě Alfred Wojciech Potocki, její vnuk a dědic, začal spravovat rozsáhlá panství Lubomirských Łańcut a Lvov v roce 1823. Lihovar změnil několikrát majitele a dnes nese název Polmos Łańcut. Vyrábí ochucené a slazené druhy vodky.
Poslední vlastník města Alfred Antoni Potocki (14. června 1886 – 30. března 1958), jeden z nejbohatších mužů v předválečném Polsku, shromáždil unikátní sbírku umění. Těsně před příchodem Rudé armády v roce 1944, naložil nejcennější část majetku (celkem 700 beden) do 11 železničních vozů jím pronajatého vlaku do Vídně a uprchl do Lichtenštejnska. Většinu cenností však postupně rozprodával, aby měl dostatek financí na svůj okázalý život.
V roce 1910 žilo ve městě asi 5500 lidí. Před druhou světovou válkou žila v Łańcutu silná a prosperující židovská komunita, tvořící asi třetinu populace. Na místních židovských hřbitovech jsou pochování rabíni Naftali Zvi Horowitz (velký rabín ve městě Ropczyce) a Aron Moše Leifer (velký rabín gminy Żołynia). Každoročně se u jejich hrobů ke společné modlitbě schází následovníci chasidského judaismu. 4. srpna 1942 shromáždila vyhlazovací jednotka SS asi 2750 Židů z Łańcutu, odvezla je do lesa „Falkinia“, kde byli nahnáni k masovému hrobu a střelbou z kulometu popraveni.

## Gmina
Město Łańcut tvoří městskou gminu. Současně je sídlem vesnické gminy, do níž patří následující obce se starostenstvími (Sołectwo):
- Albigowa (německy Hedwigshau)[15]
- Cierpisz (Zerpisch)[15]
- Głuchów
- Handzlówka (Hanselshau)[15]
- Kosina (Kossein)[15]
- Kraczkowa (Neudorf)[15]
- Rogóżno
- Sonina (Schönwald)[15]
- Wysoka (Hochwald)[15]

Gmina má rozlohu celkem 106,65 km², v roce 2021 zde žilo 21 973 obyvatel.

## Pamětihodnosti
- Zámek Łańcut, někdy nazýván „palác Potockých“ či „Lubomirských“. Postaven v letech 1628–1641 Stanisławem Lubomirským, přestavěn v letech 1894–1903 ve stylu francouzského novobaroka. Zámecký areál tvoří rozsáhlý park s malou romantickou oranžérií a domem pro hosty v anglickém stylu.[17]
- Synagoga, postavená v roce 1761. Její fasáda je sice prostá, ale zdi a stropy interiéru jsou vyzdobeny zrestaurovanými malbami a štuky z 18. století a polychromií z 19. a 20. století.[17]
- Komplex starobylého kostela a dominikánský klášter, opakovaně přestavovaný, nejstarší fáze výstavby pochází z 15. století.[17]
- Farní kostel z 15. století. Přestavěn v letech 1884 až 1900.[17]

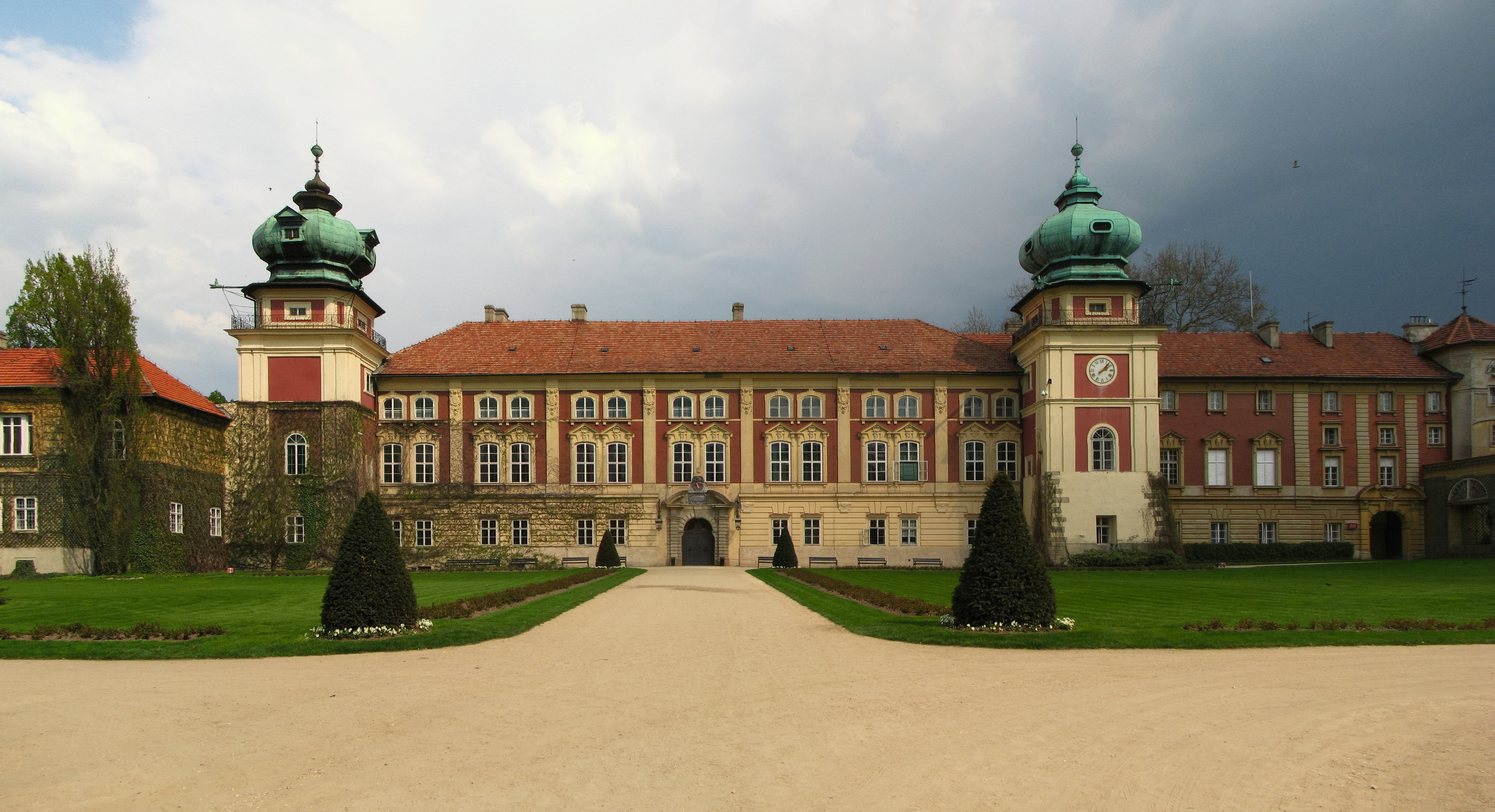
Zámek
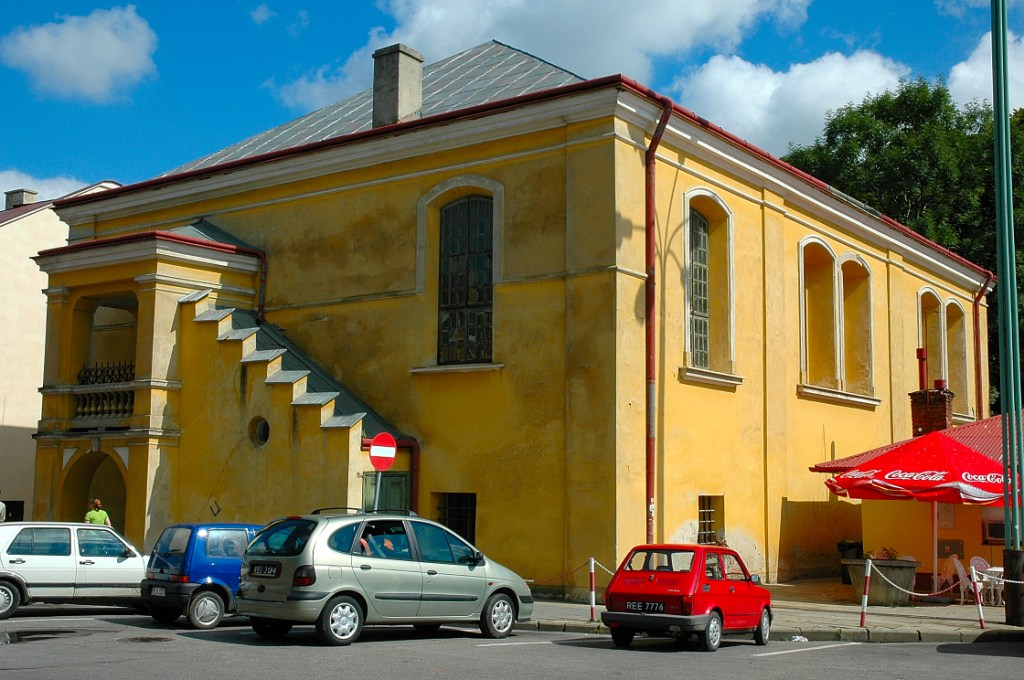
Synagoga
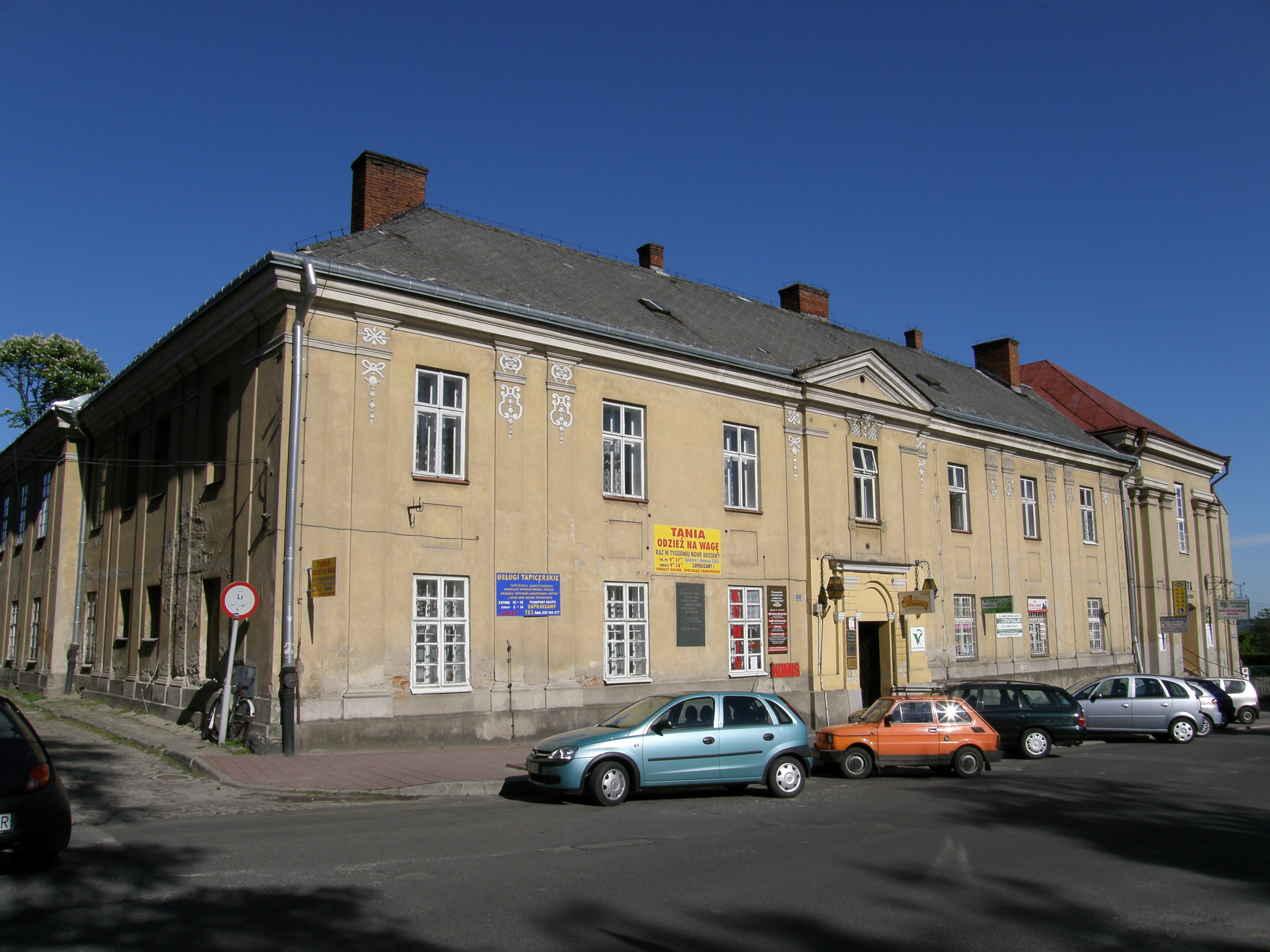
Kostel a dominikánský klášter
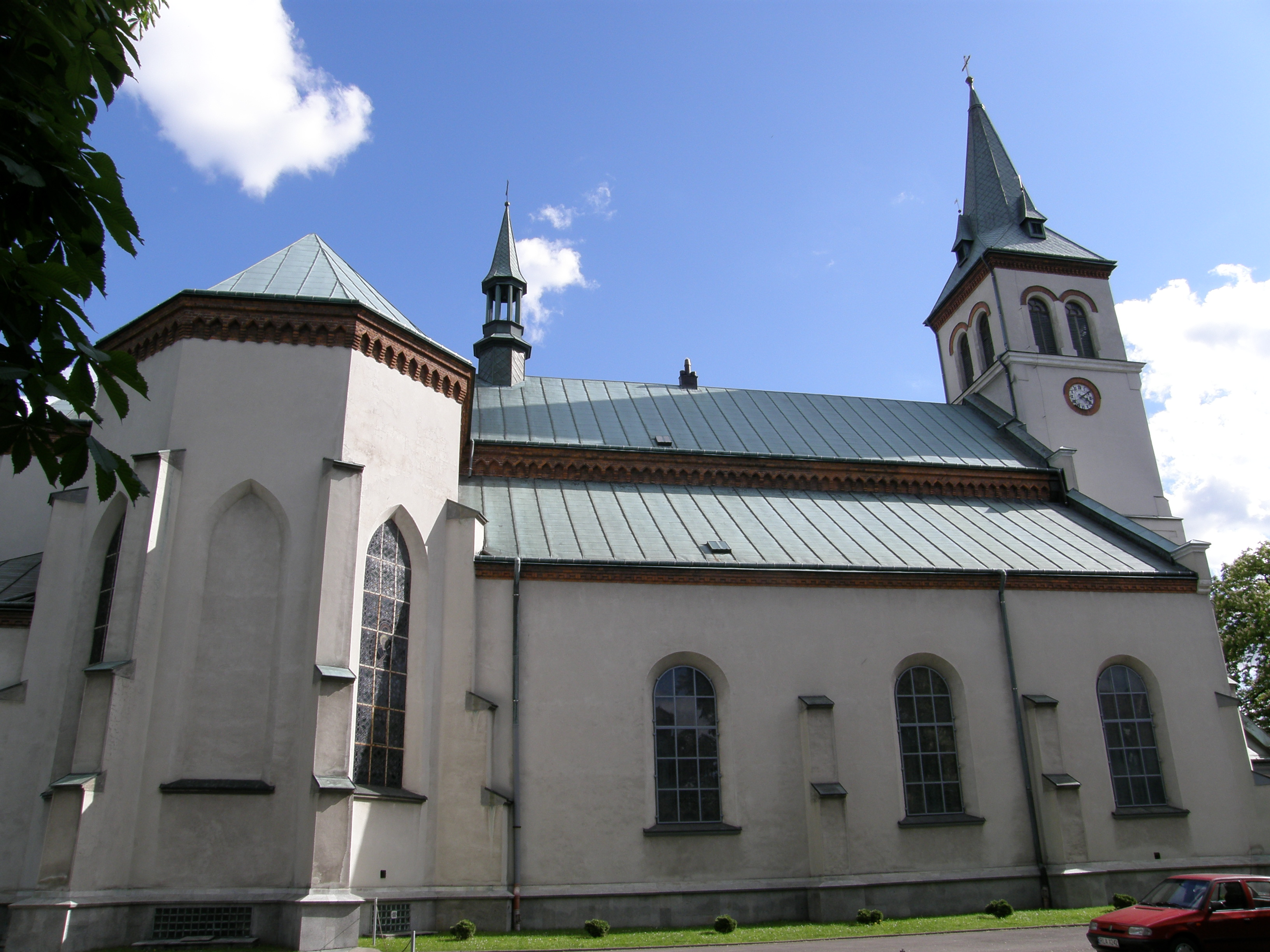
Farní kostel

## Doprava
Łańcut leží na hlavní a nejdelší Evropské silnici E40, která vede z Calais ve Francii přes Belgii, Německo, Polsko, Ukrajinu a Rusko do Kazachstánu. V roce 2008 byl oznámen plán dostavby dálnice A4, ačkoliv bylo její dokončení plánováno před konáním Mistrovství Evropy ve fotbale 2012, do června 2016 dokončena nebyla. Přerušení stavby bylo způsobeno masovými protesty dělníků, po nichž byla smlouva vypovězena. Očekává se, že dálnice A4 bude dokončena někdy v roce 2016. Dalšími polskými městy na trase E40 jsou Vratislav, Opole, Katovice, Krakov, Tarnów, Řešov a Přemyšl.
Nejbližším letištěm je Řešov-Jasionka, ležící severně do Řešova. Od Łańcutu je vzdáleno asi 18 kilometrů severozápadně a s městem jej spojuje silnice A881
Železniční stanice Łańcut se nachází na ulici Kolejowa č. 1. Prochází tudy hlavní železniční trať Krakov – Medyka, pokračující dále na Ukrajinu.
Místní autobusové nádraží se nachází u křižovatky ulic Tadeusz Kościuszka a Sikorského.

## Rodáci
- Zbigniew Ćwiąkalski (* 1950) – politik, ministr ve vládě Donalda Tuska
- Kazimierz Gołojuch (* 1964) – politik
- Teodor Leszetycki (1830–1915) – hudebník, klavírista a skladatel
- Alfred Józef Potocki (1817/1822–1889) – šlechtic a rakousko-uherský politik

## Partnerská města
- Baktalórántháza, Maďarsko
- Balmazújváros, Maďarsko
- Castelnuovo Bormida, Itálie
- Keszthely, Maďarsko
- Levoča Slovensko
- Litomyšl, Česko
- Piran, Slovinsko
- Tavira, Portugalsko
- Umaň, Ukrajina